# Puente Zhongshan
El puente Zhongshan es un puente ubicado en Lanzhou, Gansu (China). Fue el primer puente permanente construido sobre el río Amarillo. La construcción del puente comenzó en 1907 y finalizó en 1909. 
Al principio fue llamado "Puente de Hierro de Lanzhou sobre el Río Amarillo". En 1942, para conmemorar a Sun Yat-sen, el puente fue rebautizado como Puente Zhongshan, su nombre chino.